# MBK購物中心
MBK購物中心（英語：或MBK Center），本地华文称群僑商業中心，位於泰國的首都曼谷的巴吞旺縣之披耶泰路的巨大購物中心。它樓面長330公呎，共有8層樓及2,500多間店鋪，總面積約890,000平方公呎，在1985年開幕時，曾經是亞洲最大的商場。它售賣的貨品及服務包括：成衣，化妝品，皮革，珠寶，電子，通訊設備，家具，餐廳，電影院，卡拉OK及佔地4層的「東急百貨店」。
由於規模宏大，被公認為曼谷的地標建築物之一。更位於曼谷的核心地段，每天接待105,000客戶，其中包括30,000名外國遊客。

## 樓層簡介
- 1-3樓：服裝和鞋子、皮革製品、化妝品和髮型設計、玩具、黃金和首飾
- 4樓：電子產品、3C用品配件
- 5樓：美食廣場、家具、攝影
- 6樓：餐廳、紀念品商店與AIRPORTELs行李托運/寄放
- 7樓：電影院、保齡球、遊樂場
- 8樓：電影院

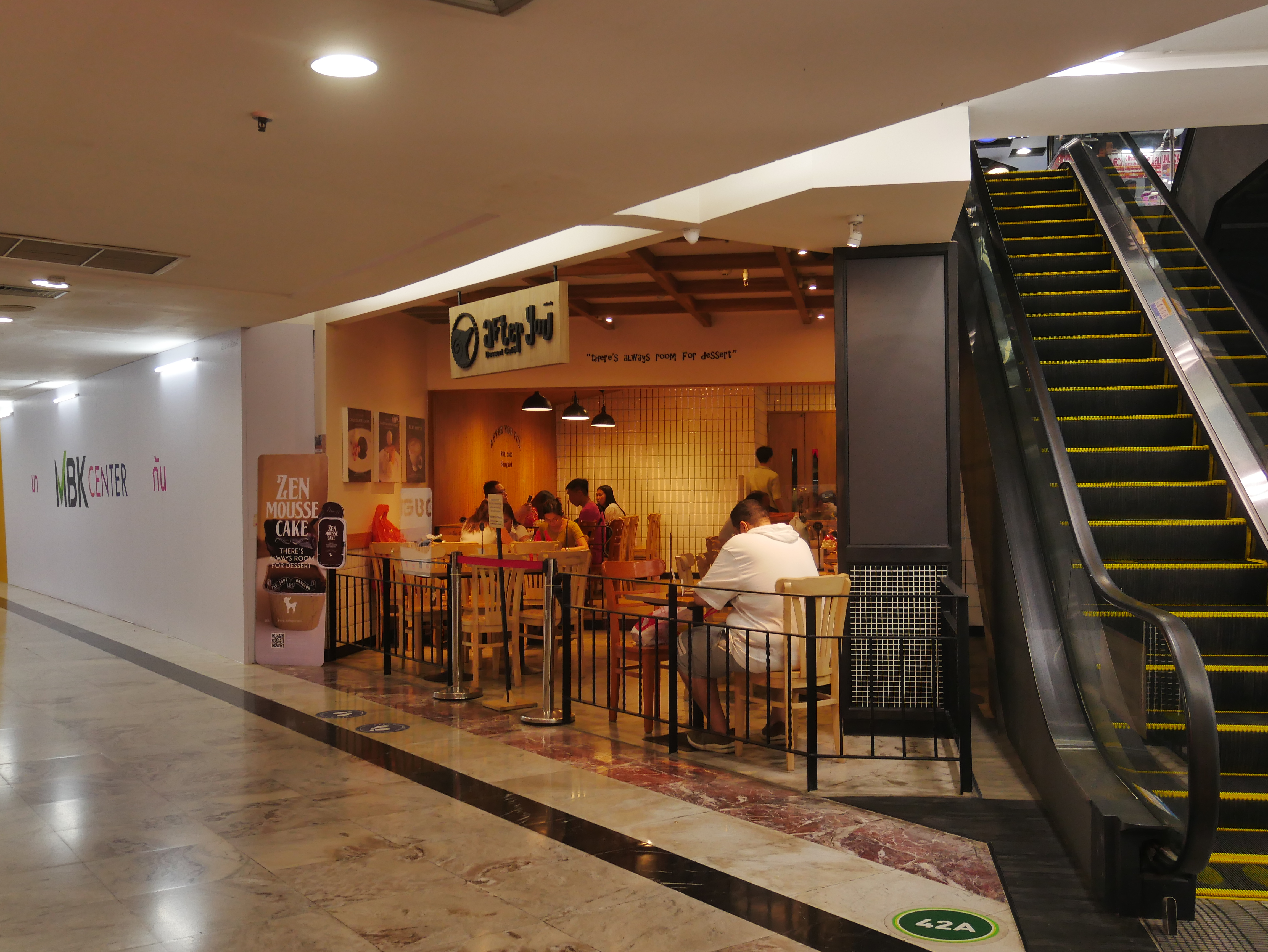
中庭
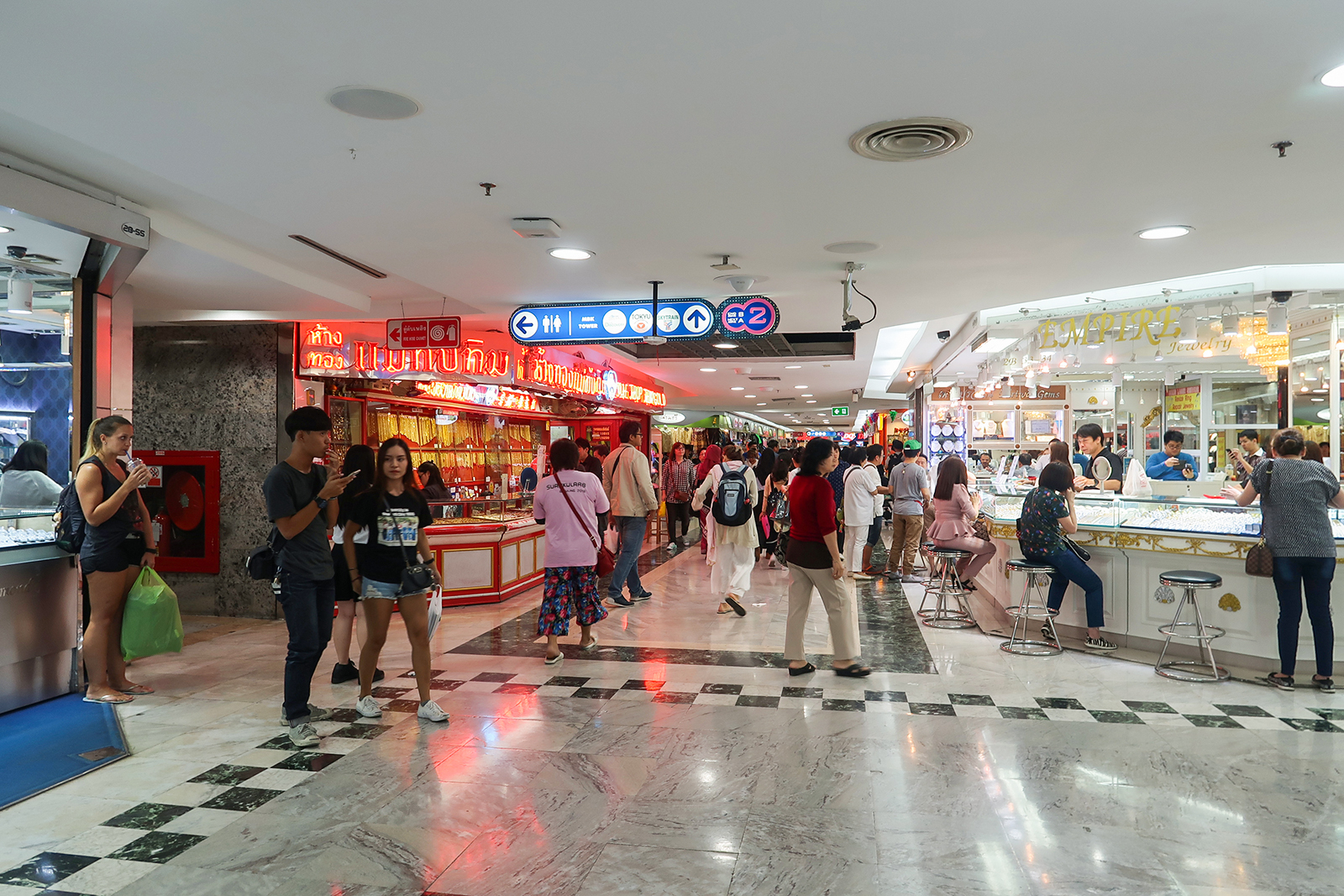
2樓商店
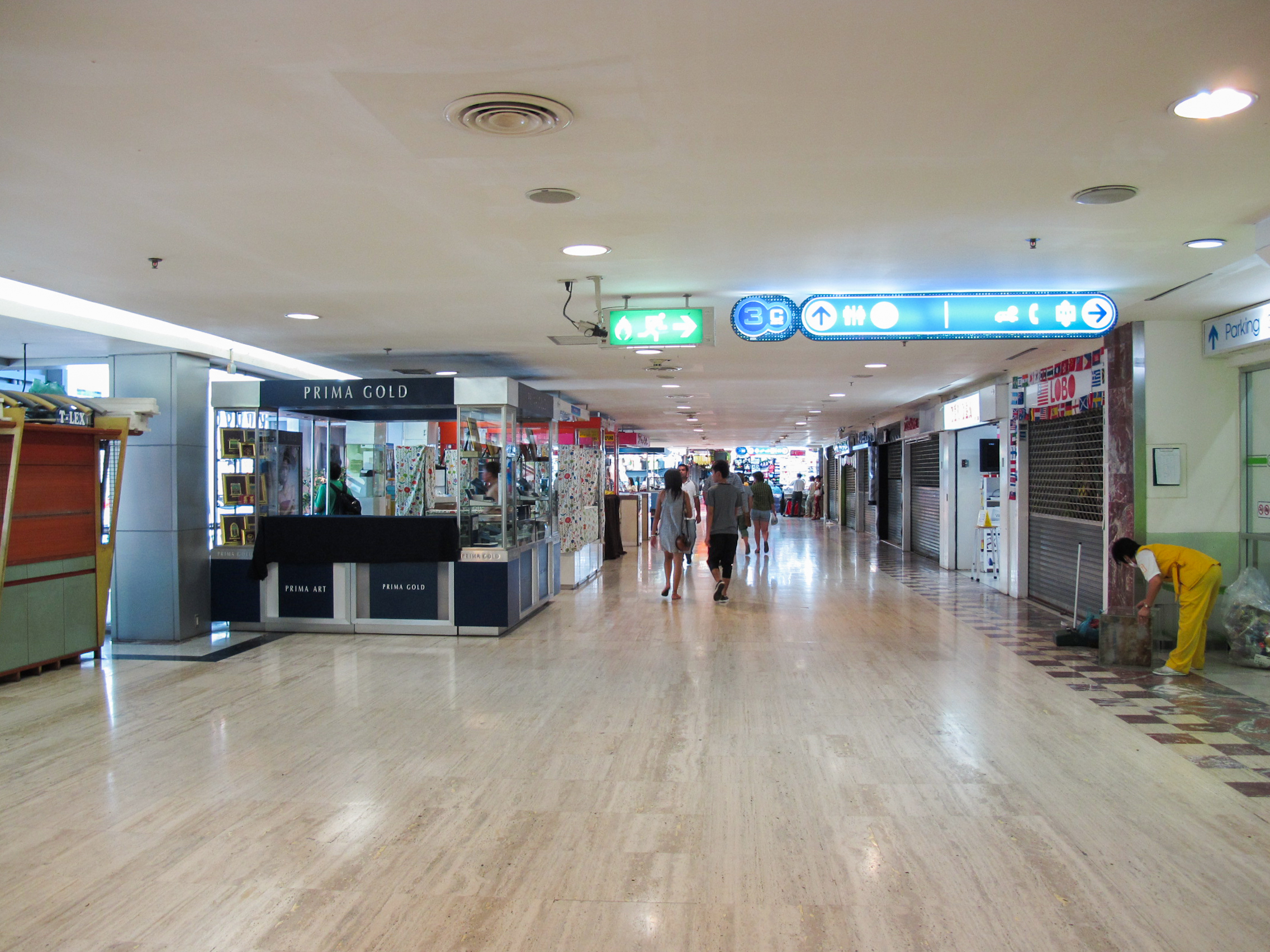
3樓商店
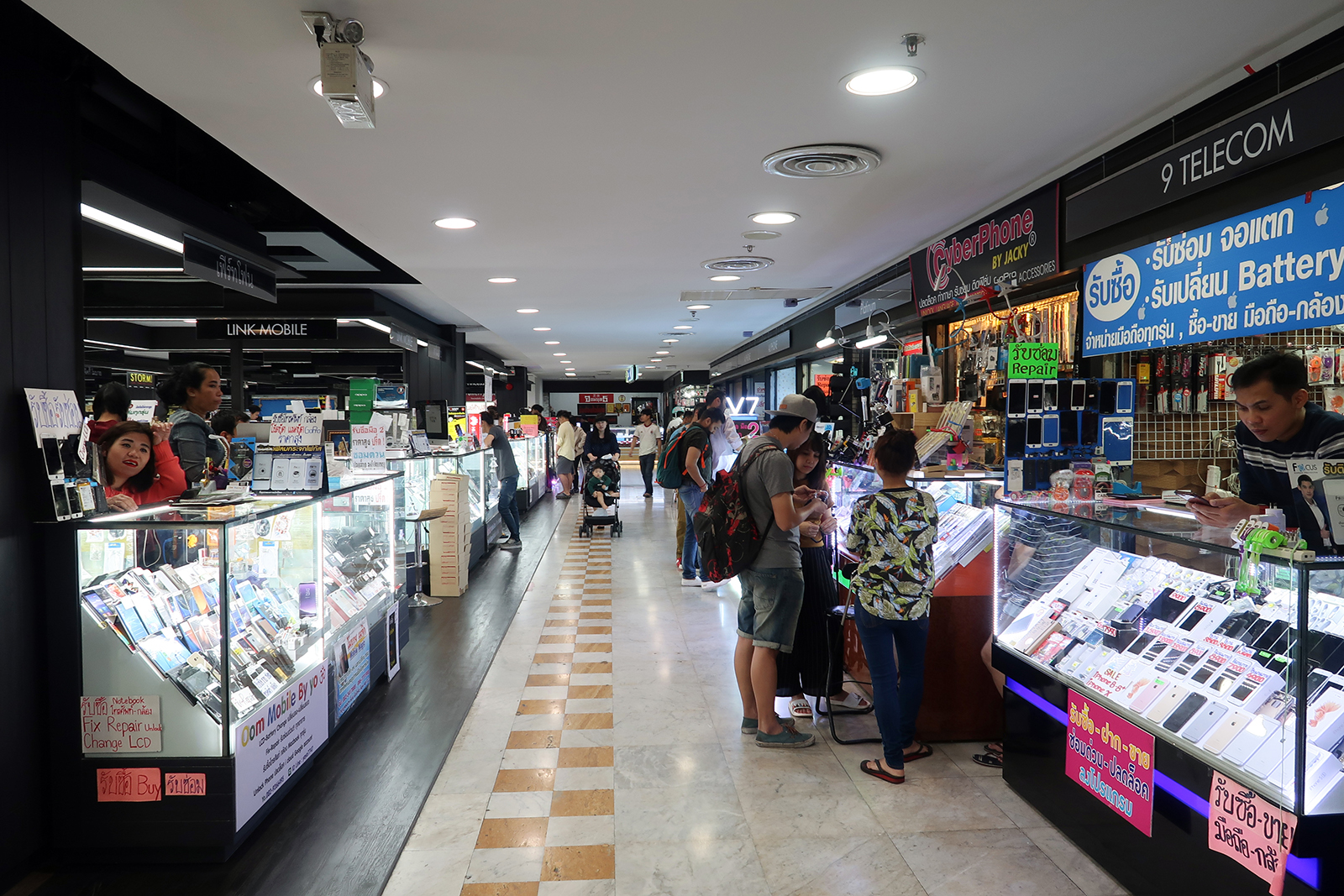
4樓有多間手機配件店
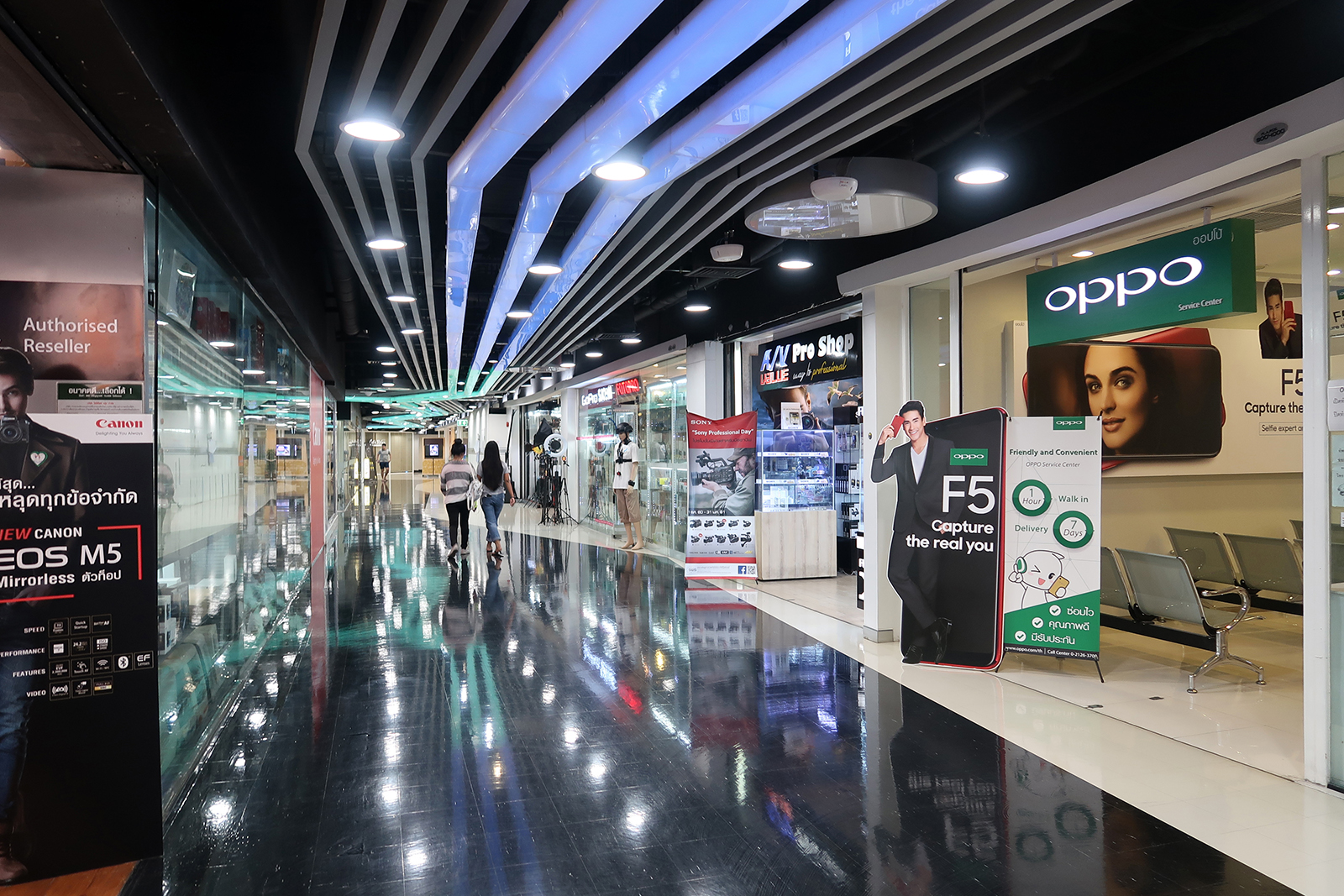
5樓電子用品商店
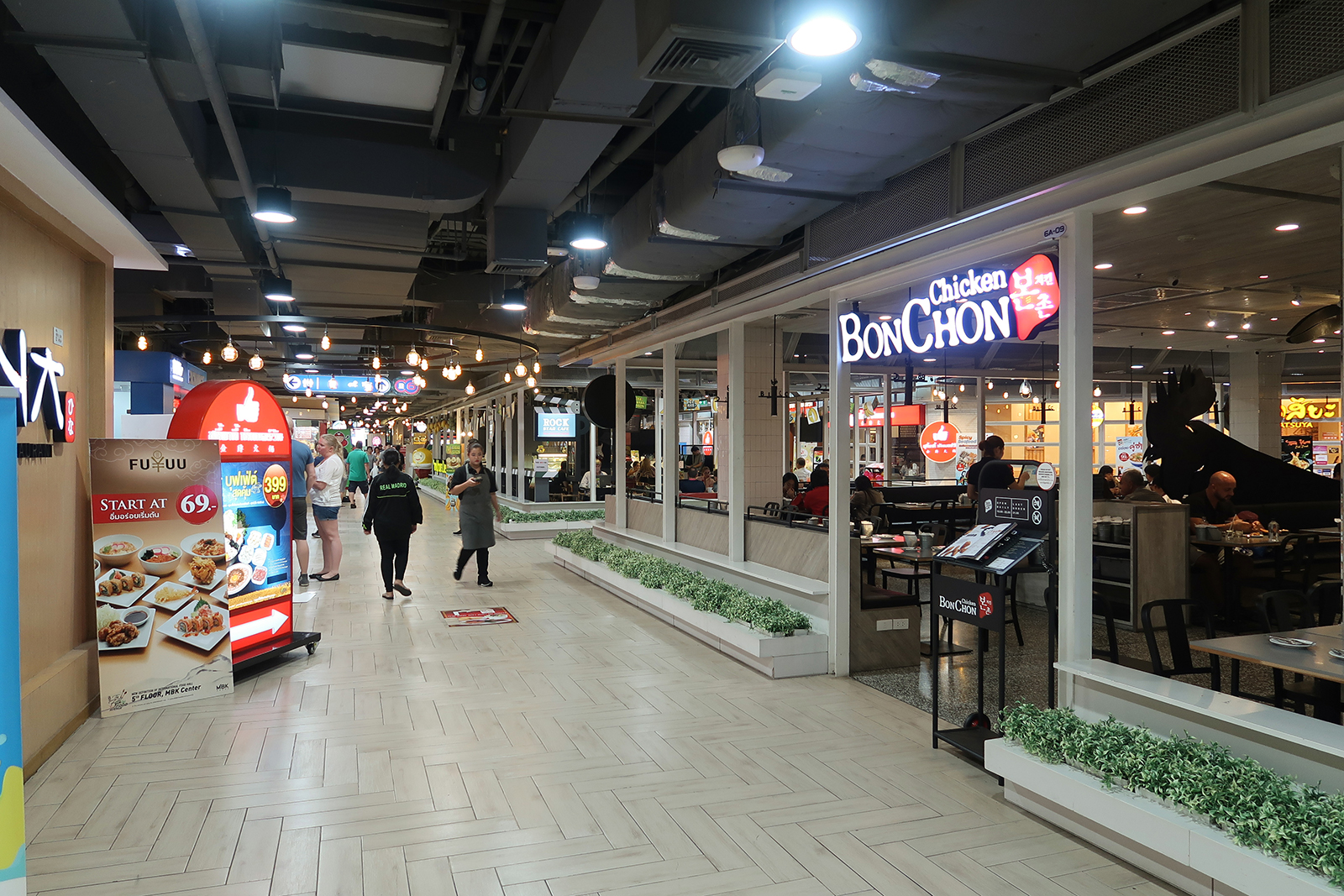
6樓餐廳

## 公共交通
- 曼谷集體運輸系統的國家運動場車站或暹羅站均可。
- 船 - 從「華清渡頭」（Hua Chang pier）步行約5分鐘。

## 外部連結
- 群僑商業中心的官方網站 （页面存档备份，存于）
- OpenStreetMap上有關MBK購物中心的地理

13°44′44″N 100°31′48″E / 13.74556°N 100.53000°E